# Catedral de Nuestra Señora de los Remedios (Luanda)
La Catedral de Luanda es una catedral (Sé en portugués) de culto católico en Luanda, Angola. También conocida como Igreja dos Remédios, por estar dedicada a Nossa Senhora dos Remedios da Praia. Fue construida en 1628 y se localiza en la arquidiócesis de Luanda.
En las fotografías antiguas del edificio no están las vistosas cúpulas de las torres.